# Selva (Baleares)
Selva es una localidad y municipio español de la comunidad autónoma de Islas Baleares. Está situado en la parte interna de la isla de Mallorca, a 32 km de Palma de Mallorca. Situado en la comarca del Raiguer y limítrofe con Inca.

## Núcleos
Se compone de 5 núcleos de población:
1. Selva: Es el núcleo principal de población donde se halla su Ayuntamiento. Destaca su iglesia gótica del siglo XIII dedicada al patrón del pueblo, San Lorenzo, y, según cuenta la creencia popular, está a una altitud en su parte más alta igual a la plaza de Lluc.
2. Caimari: Segundo núcleo en población situado en las laderas de la sierra de Tramontana. Destaca su "Feria de la oliva" en el mes de noviembre, y el Festival Internacional de Música Antiga, impulsado y organizado por Tomeu Seguí Campins (Clavecinista), en las mismas fechas y en el que han actuado figuras tan renombradas como Gustav Leonhardt (2008)
3. Moscari: Tercer núcleo del municipio situado entre Selva y Campanet. Destacan sus fiestas en la última semana de agosto.
4. Biniamar: Cuarto núcleo del municipio situado entre Selva y Lloseta. Destaca su iglesia de principios de siglo XX promovida por Antonio Maura y que cuando éste salió del gobierno, quedó sin terminar.
5. Binibona: El más pequeño de los núcleos del municipio se encuentra entre Caimari y Campanet y destaca por su cantidad de agroturismos envueltos entre denso bosque, así como por los restos de lo que en el siglo XIX fue el jardín botánico.

## Demografía
Selva cuenta con una población de 4294 habitantes (INE 2024).
| Gráfica de evolución demográfica de Selva entre 1842 y 2021 |
| |
| Población de derecho según los censos de población del INE. Población de hecho según los censos de población del INE.Entre el censo de 1930 y el anterior, disminuye el término del municipio porque independiza a Mancor del Valle. |

## Administración
| Composición del ayuntamiento de Selva tras las elecciones de 2019 |            |
| Partido político                                                  | Concejales |
| Partido Popular (PP)                                              | 6          |
| Arrelam                                                           | 3          |
| Proposta per les Illes (PI)                                       | 1          |
| PSOE                                                              | 1          |

| Periodo   | Nombre                                                                      | Partido       |
| --------- | --------------------------------------------------------------------------- | ------------- |
| 1979-1983 | Francesc Vallori                                                            | CD            |
| 1983-1987 | Simó Gual (1983-1985) Llorenç Coll (1985-1987)                              | UM CPI        |
| 1987-1991 | Llorenç Coll                                                                | CPI           |
| 1991-1995 | Llorenç Coll                                                                | CPI           |
| 1995-1999 | Joan Rotger                                                                 | PP            |
| 1999-2003 | Joan Rotger                                                                 | PP            |
| 2003-2007 | Joan Rotger                                                                 | PP            |
| 2007-2011 | Joan Rotger                                                                 | PP            |
| 2011-2015 | Joan Rotger                                                                 | PP            |
| 2015-2019 | Joan Rotger (2015-2016) Joan Sastre (2016-2018) Antoni Frontera (2018-2019) | PP PI Arrelam |
| 2019-2023 | Joan Rotger                                                                 | PP            |